# Fidonia albida
Fidonia albida là một loài bướm đêm trong họ Geometridae.